# Trościaniec (obwód winnicki)
Trościaniec (ukr. Тростянець, Trostianeć) – osiedle typu miejskiego w obwodzie winnickim Ukrainy, siedziba władz rejonu trościańskiego.
Prywatne miasto szlacheckie położone w województwie bracławskim było w 1789 własnością Stanisława Szczęsnego Potockiego. 
Status osiedla typu miejskiego posiada od 1957 roku.
W 1989 liczyło 8164 mieszkańców.
W 2013 liczyło 7840 mieszkańców.

## Linki zewnętrzne

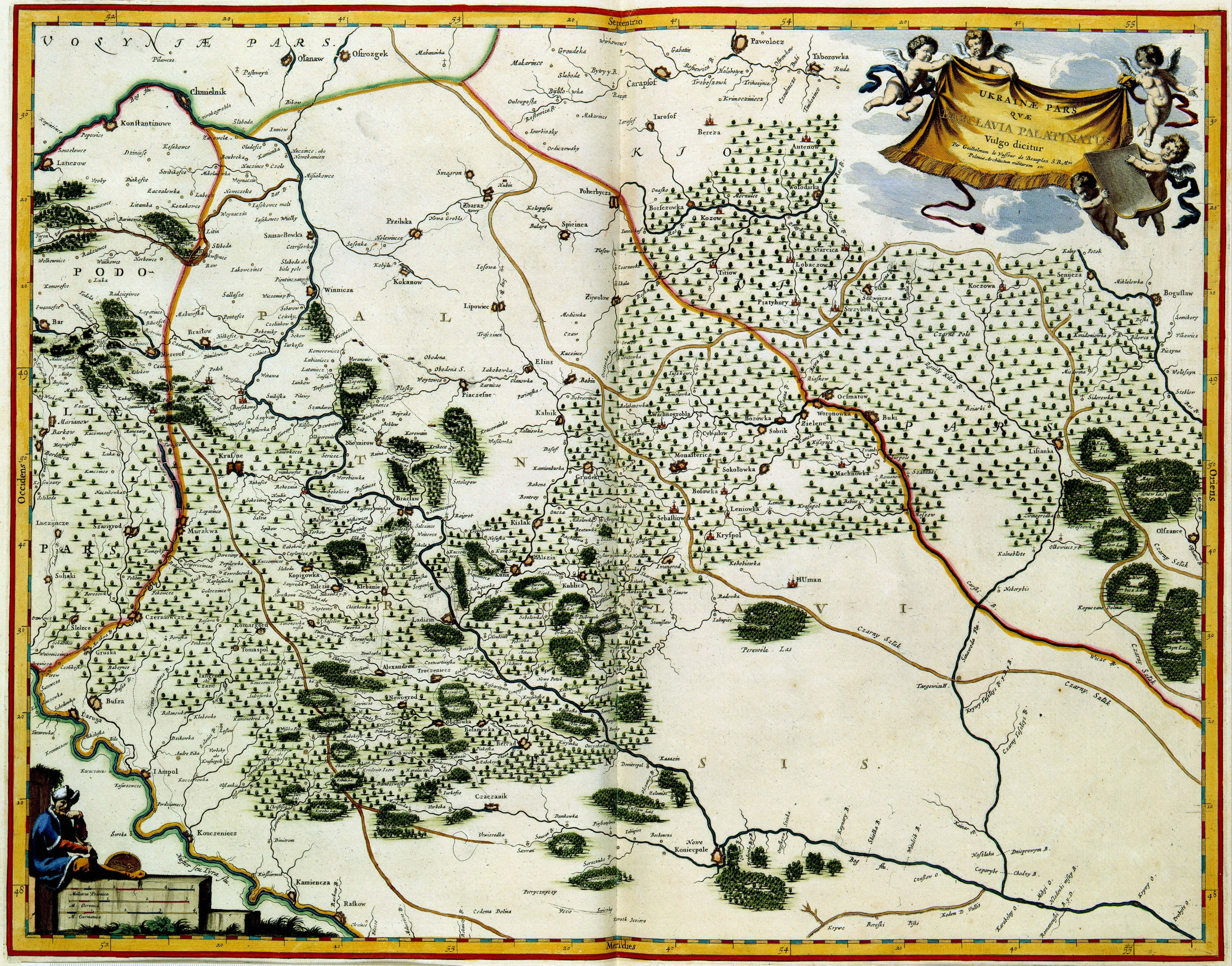
Mapa województwa bracławskiego z 1648 r. Miejscowość w centralnej części mapy